# نی‌زن بر دروازه‌های سپیده‌دم
نی‌زن بر دروازه‌های سپیده‌دم (به انگلیسی: The Piper at the Gates of Dawn) اولین آلبوم از گروه موسیقی راک بریتانیایی، پینک فلوید و همچنین تنها آلبوم تحت رهبری مؤسس گروه، سید برت است. آلبوم شامل اشعاری غریب دربارهٔ فضا، مترسکها، دورف‌ها، دوچرخهها و افسانه‌های خیالی است و شامل آهنگ‌های بی کلامی است که در فضای سایکدلیک راک سیر می‌کند. آلبوم در سال ۱۹۶۷ توسط کلمبیا رکوردز/ئی‌ام‌آی رکوردز در بریتانیا و توسط تاور رکوردز در آمریکا منتشر شد. در سی‌امین و چهلمین سالگرد انتشار، آلبوم در سال‌های ۱۹۹۷ و ۲۰۰۷ نیز دوباره انتشار یافت. در سال ۲۰۱۲، نی‌زن بر دروازه‌های سپیده‌دم در نظرخواهی مجلهٔ رولینگ استون به عنوان ۳۴۷امین آلبوم برتر همهٔ زمان‌ها در بین ۵۰۰ آلبوم انتخاب شد.

## پیشزمینه
راجر واترز، نیک میسن و ریچارد رایت که در رشتهٔ معماری تحصیل می‌کردند همراه با سید برت که در رشته گرافیک تحصیل می‌کرد، از سال ۱۹۶۲ اجراهایی را به شکل‌های گوناگون برگزار می‌کردند، آن‌ها اولین تور خود را تحت نام The Pink Floyd در سال ۱۹۶۵ آغاز کردند.
آنها در سال ۱۹۶۷ با قراردادی که با ئی‌ام‌آی رکوردز رکوردز امضا کردند عملاً تبدیل به گروهی حرفه‌ای شدند، با پیش‌پرداخت ۵۰۰۰پوند. اولین تک‌آهنگ آن‌ها دربارهٔ فردی زنانه پوش با جنون دزدی بود که عنوان «آرنولد لاین» را به خود گرفت. این تک‌آهنگ در ۱۱ مارس منتشر شد و جنجالی کوچک به راه انداخت که رادیو لندن از پخش آن امتناع کرد. حدود شش هفته بعد، گروه به رسانه‌های جریان اصلی معرفی شد. اعلامیه مطبوعاتی ئی‌ام‌آی رکوردز ادعا کرد که گروه «سخنگویان موسیقایی جنبش نوپایی بودند که شامل آزمایش و تجربه در همه هنرها است»، اما ئی‌ام‌آی رکوردز تلاش کرد تا بین آن‌ها و جریان زیرزمینی که گروه از آن سرچشمه می‌گرفت، فاصله ایجاد کند، با عنوان کردن اینکه «پینک فلوید نمی‌داند منظور مردم از سایکدلیک پاپ چیست و در تلاش نیست تا بر روی شنوندگانش تأثیرات اوهام‌برانگیز بگذارد».
گروه در ماه می سال ۱۹۶۷ به استودیوی ساوند تکنیک بازگشت تا تک‌اهنگ بعدی خود «نواختن امیلی را ببین» را ضبط کند. تک‌آهنگ در ماه ژوئن منتشر شد و توانست در جایگاه ششم چارت‌ها قرار بگیرد.

## مراحل ضبط
گروه مجبور بودند برای ضبط نخستین آلبومشان از ابی‌رود استودیوز لندن استفاده کنند. در این میان نورمن اسمیت یکی از شخصیت‌هایی بود که مذاکرات میان پینک فلوید و ئی‌ام‌آی رکوردز رکوردز را انجام می‌داد. باوجوداین‌که نیک میسون درامر گروه در اتوبیوگرافی خود در سال ۲۰۰۵ این دوره‌ها را نسبتاً بدون دردسر عنوان می‌کند نورمن اسمیت مخالف است و مدعی بود که در این دوران سید برت به پیشنهاها و انتقاهای سازنده بی‌توجه بوده است.
در این فصول جلسات ضبط به خوبی کار می‌شده و واترز ظاهراً نقش مؤثری در این دوره داشته و رایت هم نقش تأثیرگذاری داشته است. اما تلاش‌های اسمیت برای ارتباط با برت کمتر بود و اسمیت در این باره می‌گوید: «در تلاش برای ارتباط بیشتر با سید من متوجه شدم که وقتمو تلف می‌کنم». اسمیت بعدها پذیرفت و اعتراف کرد که ایده‌های سنتی او در زمینه موسیقی تاحدودی با موسیقی روان‌گردان و سایکدلیک پینک فلوید در آن زمان درتضاد بود.
سید برت هشت آهنگ را به تنهایی برای آلبوم ساخت و در دو آهنگ بی‌کلام نیز با سایر اعضا همکاری کرد.
«اوردرایو میان‌ستاره‌ای» اولین آهنگ آلبوم بود که اوایل سال بین ۱۱ تا ۱۲ ژانویه در ساند تکنیکز استودیوز لندن ضبط شده بود. در یک مرحله از این دوره گروه پینک فلوید برای تماشای آهنگی از گروه بیتلز با نام «ریتای دوست داشتنی» دعوت شد. مراحل ضبط آلبوم در ابی رود استودیوز لندن در ژانویه ۱۹۶۷ آغاز شد.
«اوردرایور میان ستاره‌ای» به همراه «مادر ماتیلدا» دو آهنگی بودند که زودتر از باقی ترانه‌ها ضبط شدند که مادر ماتیلدا به نوعی نقطه‌قوت بحساب می‌آمد. در ماه آوریل گروه دو آهنگ سام شیطان و یک آهنگ دیگر که امروزه به‌عنوان آهنگ منتشرنشده بحساب می‌آید با نام «آن زن یک میلیونر بود» را ضبط کرد. دو آهنگ «دورف» و «مترسک» نیز در همان برداشت اول ضبط شده بودند.
آهنگ دوچرخه را هم سید برت در اواخر سال ۱۹۶۶ قبل از این که کار بر روی آلبوم آغاز شود نوشته بود و البته در آن موقع «ترانه دوچرخه» نامیده می‌شد که این آهنگ در ۲۱ می ۱۹۶۷ ضبط شد. آخرین مرحله ضبط آلبوم مربوط به آهنگ «پاو. آر. تاک. اچ» بود که با ضبط این آهنگ مراحل ضبط آلبوم به سرانجام رسید.

## پس از انتشار
نی‌زن بر دروازه‌های سپیده‌دم منتشر شد و گروه به اجراهای خود در یوفوکلاب‌ها در حضور جمعیت زیاد ادامه داد. اما روبه‌زوال‌رفتن برت در این هنگام اعضای گروه را شدیداً نگران می‌کرد. آن‌ها درابتدا گمان می‌کردند که این رفتارهای غیرعادی سید دوره‌ای است و بعدها سید از این حالات غیرعادی عبور می‌کند و به حالت طبیعی بازمی‌گردد.
در این میان گروه مجبور شد فستیوال معتبر جاز و بلوز فستیوال را لغو کند. گروه جراید را آگاه ساختند که سید برت از خستگی‌های ناشی از اعصاب رنج می‌برد. واترز و جنر برای وی یک دکتر روان‌پزشک مهیا کردند تا وی را معاینه کنند که کارساز نشد.
آلبوم در پنجم اوت ۱۹۶۷ در بریتانیا به صورت مونو منتشر شد ویک ماه بعد نیز به صورت استریو منتشر شد و در نمودارهای بریتانیا به مکان ششم جدول فروش رسید.

## بازخوردها
| بررسی انتقادی              | بررسی انتقادی |
| منبع                       | رتبه‌بندی      |
| -------------------------- | ------------- |
| About.com                  | [ ۹ ]         |
| آل‌میوزیک                   | [ ۲ ]         |
| دیلی تلگراف                | [ ۱۰ ]        |
| دانشنامه موسیقی عامه‌پسند   | [ ۱۱ ]        |
| MusicHound                 | ۳٫۵/۵         |
| ان‌ام‌ئی                     | ۹/۱۰          |
| پیست                       | ۹٫۵/۱۰        |
| پیچفورک                    | ۹٫۴/۱۰        |
| کیو                        | [ ۱۶ ]        |
| راهنمای آلبوم رولینگ استون | [ ۱۷ ]        |

آلبوم بعد انتشارش نقدهای مناسبی دریافت کرد و در سالهای بعد نیز به‌عنوان یکی از آلبوم‌های بدوی در ژانر سایکدلیک راک در دههٔ شصت میلادی شناخته شد. در سال ۱۹۶۷ رکورد میرور و ان‌ام‌ای به آلبوم ۴ ستاره دادند از ۵ ستاره.

## فهرست آهنگ‌ها
| سمت نخست | سمت نخست                                             | سمت نخست              | سمت نخست |
| شماره    | نام                                                  | خواننده(ها)           | مدت      |
| -------- | ---------------------------------------------------- | --------------------- | -------- |
| ۱.       | «خداوند اخترشناسی»                                   | سید برت و ریچارد رایت | ۴:۱۲     |
| ۲.       | «سام شیطان»                                          | برت                   | ۳:۰۷     |
| ۳.       | «مادر ماتیلدا»                                       | رایت و برت            | ۳:۰۸     |
| ۴.       | «گر گرفتن»                                           | برت                   | ۲:۴۶     |
| ۵.       | «پاو آر. تاک اچ.» (برت، راجر واترز، رایت، نیک میسون) | گفتن دکلمه توسط برت   | ۴:۲۶     |
| ۶.       | «گوشی ات را بردار و قدم بزن» (واترز)                 | واترز                 | ۳:۰۵     |

| سمت دوم | سمت دوم                                          | سمت دوم     | سمت دوم |
| شماره   | نام                                              | خواننده(ها) | مدت     |
| ------- | ------------------------------------------------ | ----------- | ------- |
| ۱.      | «اوردرایو میان‌ستاره‌ای» (برت، واترز، رایت، میسون) | بی کلام     | ۹:۴۱    |
| ۲.      | «دورف»                                           | برت         | ۲:۱۳    |
| ۳.      | «فصل ۲۴»                                         | برت         | ۳:۴۲    |
| ۴.      | «مترسک»                                          | برت         | ۲:۱۱    |
| ۵.      | «دوچرخه»                                         | برت         | ۳:۲۱    |

## نمودارهای فروش
| سال  | نمودار                        | مکان |
| ---- | ----------------------------- | ---- |
| ۱۹۶۷ | جدول موسیقی آلبوم‌های بریتانیا | ۶    |
| ۱۹۶۷ | بیلبورد آلبوم‌های پاپ          | ۱۳۱  |
| ۱۹۹۷ | جدول موسیقی آلبوم‌های بریتانیا | ۴۴   |
| ۲۰۰۷ | جدول موسیقی آلبوم‌های بریتانیا | ۲۲   |
| ۲۰۰۷ | جداول نروژ                    | ۱۰   |
| ۲۰۰۷ | جداول سوئد                    | ۴۳   |
| ۲۰۰۷ | جداول سوییس                   | ۸۷   |
| ۲۰۰۷ | آلمان                         | ۴۸   |
| ۲۰۰۷ | بلژیک                         | ۲۸   |
| ۲۰۰۷ | بلژیک (والونی)                | ۳۹   |
| ۲۰۰۷ | نمودارهای هلند                | ۴۶   |
| ۲۰۰۷ | ایتالیا                       | ۱۶   |
| ۲۰۰۷ | اسپانیا                       | ۷۰   |

## اعضا
- سید برت - گیتار، خواننده
- ریچارد رایت - کیبورد، پیانو، خواننده
- راجر واترز - گیتار بیس، خواننده
- نیک میسن - درامر، پرکاشن